# The Strange Death of Liberal England
The Strange Death of Liberal England (förkortat TSDOLE) var en brittisk indierockgrupp från Portsmouth som bestod av fem medlemmar. Med influenser från folkmusik och inderock har de fått många efterföljare, inklusive kända DJ:s på BBC Radio One och före detta The Velvet Underground-medlemmen John Cale.
Gruppens namn är taget från George Dangerfields bok från 1935 med samma namn.

## Biografi
När gruppen bildades 2005 skrev de mest instrumentala låtar som med tiden fick texter. De har blivit jämförda med Arcade Fire och tidigare Pixies även om bandet numera skapar en egen stil.
Bandet släppte sin första EP Stop/Go Happy/Sad Forward/Forward 2005 och gjorde då allt själva. Men sedan första singeln "A Day Another Day" släpptes i början av 2007 har de legat på bolaget Fantastic Plastic Records.
I september 2010 släppte de sitt första fullängdsalbum, Down Your Heart Again.
Gruppen har turnerat flitigt och spelat på Primavera Sound (Barcelona), Latitude Festival och Offset Festival för att nämna några stora spelningar. De har dessutom varit förband åt både Manic Street Preachers och Editors på deras turnéer i Storbritannien.

## Medlemmar
Senaste medlemmar
- William Charlton – gitarr, trummor, sång (2005–2011)
- Kelly Jones – basgitarr, sång (2005–2011)
- Adam Woolway – sång, gitarr (2005–2011)
- Andrew Wright – klockspel, slagverk, sång (2005–2011)
- David Lindsay – trummor (2010–2011)

Tidigare medlemmar
- Andrew Summerly – trummor, sång (2005–2010)

## Diskografi
Album
- Forward March! (2007)
- Drown Your Heart Again (2010)

EP
- Stop/Go Happy/Sad Forward/Forward (2005)

Singlar
- "A Day Another Day" (2007)
- "Oh Solitude" (2007)
- "Angelou" (2008)
- "Rising Sea" (2010)